# Lorenzo Vázquez
Lorenzo Vázquez (Segovia?, XV secolo – XVI secolo) è stato un architetto spagnolo.

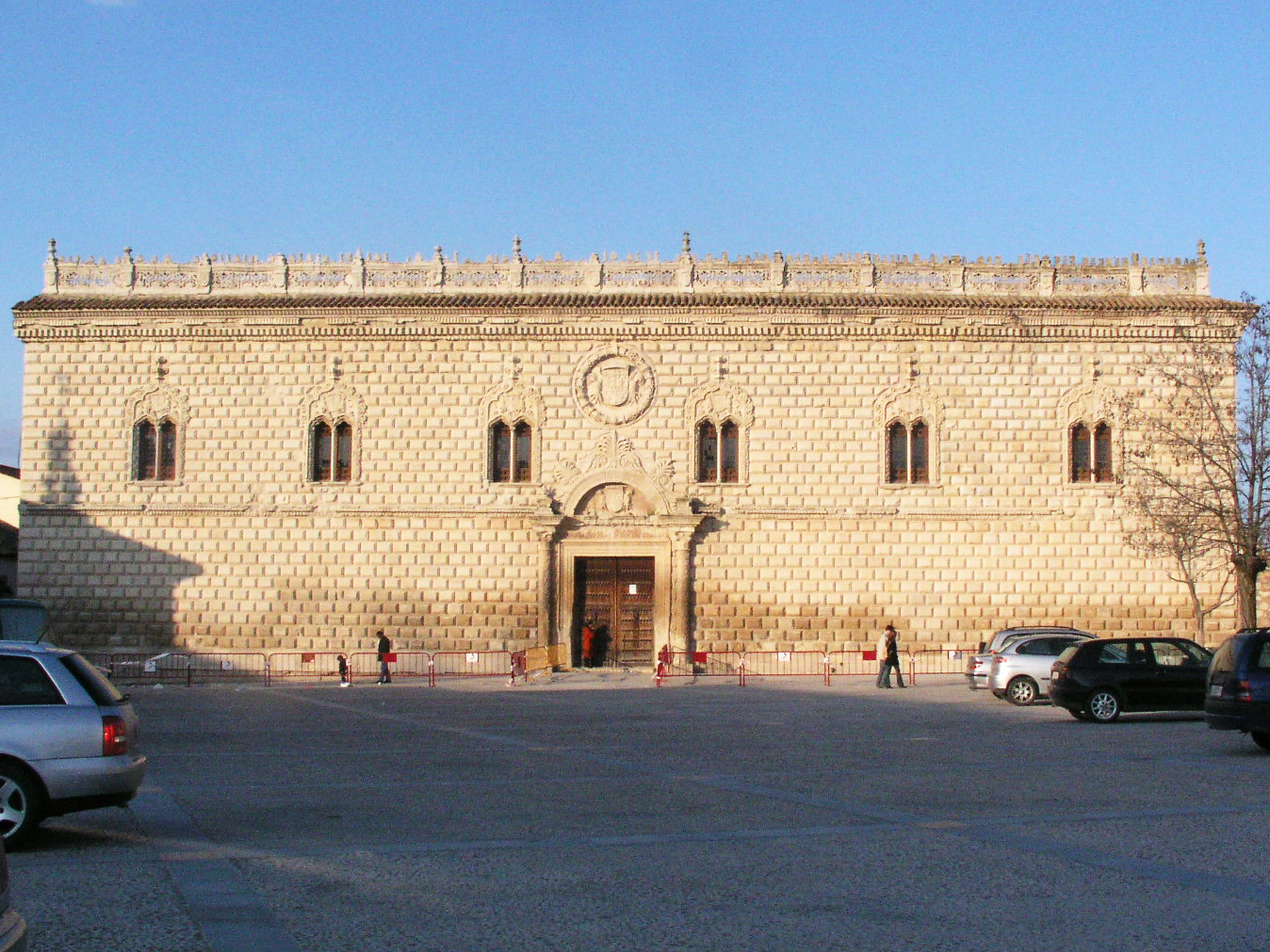
Facciata del palazzo di Cogolludo a Guadalajara

Nonostante la scarsità di fonti documentarie sulla sua formazione e sulla sua vita, il suo nome è legato alle opere che rappresentano il principio dell'architettura rinascimentale in Spagna, ancora all'interno del XV secolo.
Risulta attivo tra il 1489 ed 1512, al servizio della famiglia Mendoza. Le opere che gli sono attribuite sono:
- Il Colegio Mayor de Santa Cruz a Valladolid (1486-1491), per il cardinale Pedro González de Mendoza, col portale con timpano a tutto sesto, nello stile del Quattrocento italiano.[2] Probabilmente Vázquez intervenne in corso d'opera per introdurre elementi rinascimentali su una costruzione che non soddisfaceva il committente. L'edificio fu tuttavia molto modificato nei secoli successivi.
- Il palazzo di Cogolludo a Guadalajara (1492-95 circa) per incarico della famiglia

Mendoza, con esuberanti finestre ancora tardo-gotiche.
- Il Castillo de La Calahorra (1509-12) per il quale tuttavia risulta presente in cantiere anche il genovese Michele Carlone.[2]